# Orléans
Orléans är en stad och kommun i norra delen av centrala Frankrike, omkring 130 km sydväst om Paris. Orléans är regionhuvudstad (franska préfecture) i departementet Loiret. År 2022 hade Orléans 116 344 invånare.

## Historia
Orléans går tillbaka till gallisk tid. Staden fick efter Julius Caesar på 50-talet f.Kr. namnet Aurelianum. Under merovingertid var Orléans betydelsefull som huvudort för frankiska delriken. Staden fick 1052 stadsprivilegier och blev 1306 universitetsstad.
Under hundraårskriget belägrades staden av engelsmännen 1428–29 men undsattes av Jeanne d'Arc, som därigenom fick tillnamnet Jungfrun av Orléans. Under 1500-talet var staden ett centrum för hugenotterna, men efter Bartolomeinatten tog katolikerna över staden.
Under tysk-franska kriget utkämpades ett flertal strider runt Orléans. 28 november 1870 slog en tysk häravdelning tillbaka ett franskt angrepp vid Beaune-la-Rolande och 2 december slogs den franska Loirearmén i Slaget vid Loigny varpå tyskarna 3–4 december gick till anfall mot de franska ställningarna i Orléans och besatte staden.

### Andra världskriget

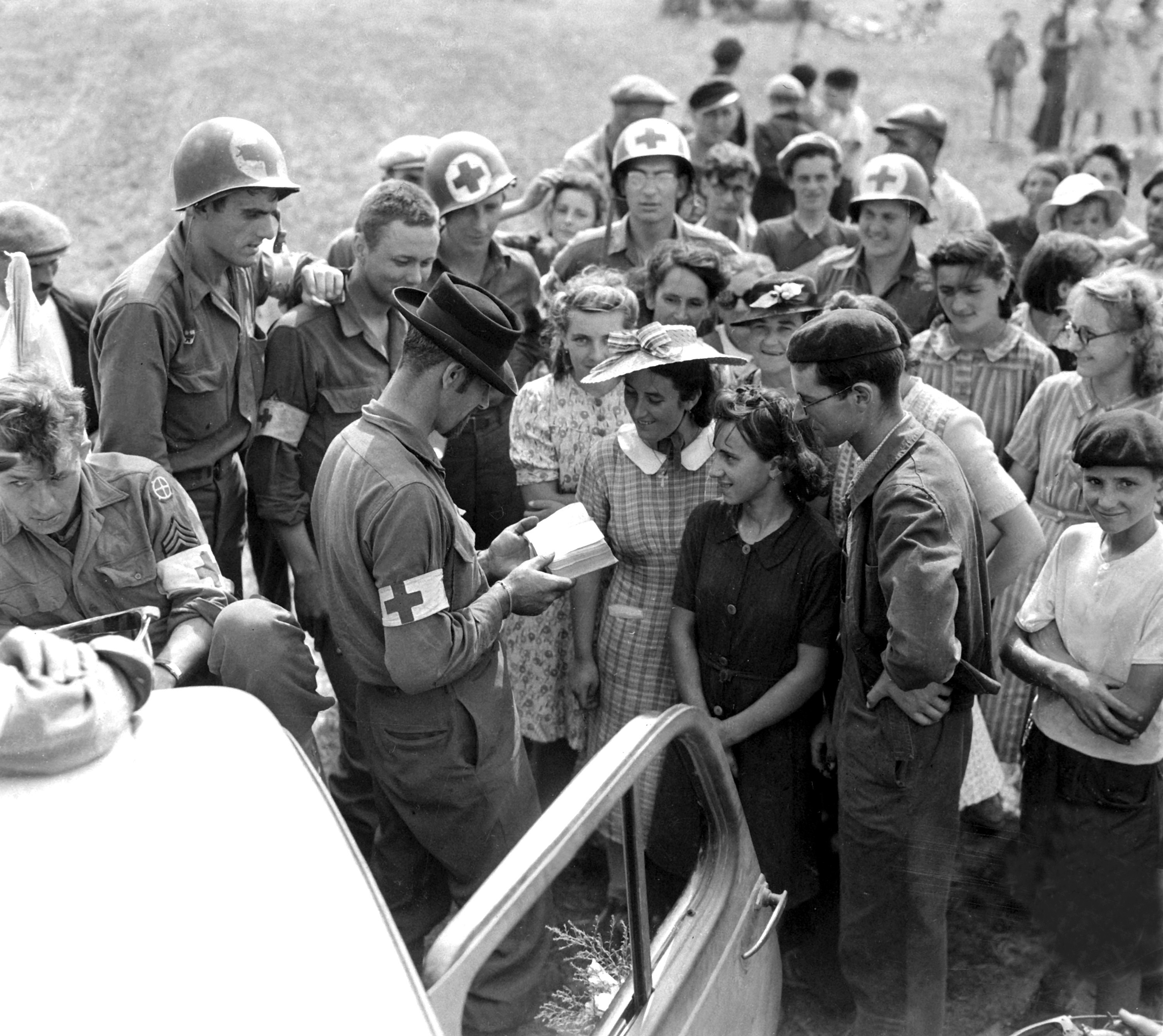
Amerikansk militärläkare i Orléans 1944, som försöker göra sig förstådd med hjälp av en ordbok.

Under andra världskriget gjorde den tyska armén järnvägsstationen Orléans Fleury-les-Aubrais till en av centralerna för tyskarnas logistiska järnvägssystem. Pont Georges V blev omdöpt til "pont des Tourelles". En transitläger för deporterade byggdes vid Beaune-la-Rolande. Under befrielsen av Frankrike bombade det amerikanska flygvapnet staden och järnvägsstationen och förorsakade stora skador. Staden var en av de första som byggdes om efter kriget: planen för rekonstruktionen och förbättringen av staden främjades av Jean Kérisel och Jean Royer, och hade kommit i gång så tidigt som 1943. På grundval av planen påbörjades rekonstruktionen redan 1945. Denna rekonstruktion gjorde att staden fick ett utseende som delvis var identiskt med utseendet före kriget, bland annat Royale och dess arkader, men man utnyttjade också innovativa prefabrikationstekniker som îlot 4 under ledning av arkitekten Pol Abraham.

## Vänskapsorter
Orléans har följande vänskapsorter:
- Skottland, Dundee
- Italien, Treviso
- Tyskland, Münster
- Norge, Kristiansand
- USA, Wichita
- Spanien, Tarragona
- Frankrike, Saint-Flour
- Japan, Utsunomiya
- Rumänien, Lugoj
- Benin, Parakou
- Ryssland, Perm

Orléans har också ett samarbete med:
- Polen, Kraków [7]

## Befolkningsutveckling
Antalet invånare i kommunen Orléans
| Referens: INSEE |

## Webbkällor
Den här artikeln är helt eller delvis baserad på material från norska Wikipedia (bokmål/riksmål), tidigare version.